# Ахтарское сельское поселение
Ахтарское сельское поселение — муниципальное образование, входившее в состав упразднённого Приморско-Ахтарского района Краснодарского края России. 
В рамках административно-территориального устройства Краснодарского края ему соответствует Ахтарский сельский округ.
Административный центр и единственный населённый пункт — посёлок Ахтарский.
В рамках административно-муниципальной реформы сельское поселение было упразднено путем объединения с другими муниципальными образованиями, входившими в состав Приморско-Ахтарского района.

## Население
| 2010  | 2012  | 2013  | 2014  | 2015  | 2016  | 2017  |
| ----- | ----- | ----- | ----- | ----- | ----- | ----- |
| 3330  | ↘3310 | ↘3294 | ↗3296 | ↗3305 | ↗3313 | ↗3320 |
| 2018  | 2019  | 2020  | 2021  | 2023  |       |       |
| ↘3313 | ↘3308 | ↘3294 | ↘2248 | ↘2236 |       |       |